# CSS 41177
CSS 41177 – ciasny układ podwójny złożony z dwóch białych karłów położony w gwiazdozbiorze Lwa, odległy o 1140 lat świetlnych od Ziemi.
Układ został odkryty w 2010 poprzez analizę danych z programów Catalina Sky Survey i Sloan Digital Sky Survey, a dokładniej zanalizowany w 2011 przez astronomów z angielskiego University of Warwick. W momencie jego odkrycia znanych było ponad 50 układów podwójnych składających się z dwóch białych karłów, ale był to zaledwie drugi znany układ zaćmieniowy tego typu, pierwszym odkrytym był NLTT 11748.
Oba karły stanowiące ten system należą do nietypowej odmiany białych karłów znanych jako karły helowe.  Większość białych karłów posiada jądra składające się z węgla i tlenu, karły helowe powstają tylko jeżeli ich przodkowie stracą w odpowiednim etapie ewolucji znaczną część masy, nie pozwalając na powstanie cięższych pierwiastków w jądrze gwiazdy. W przypadku CSS 41177, orbitujące blisko siebie składniki przeszkodziły sobie nawzajem, pozbawiając swojego partnera części jego materii.
Większa z gwiazd osiągnęła jako pierwsza etap czerwonego olbrzyma i rozszerzyła się gwałtownie, ale jej zewnętrzna warstwa wodoru została zdarta przez jej towarzysza. Zmniejszona w taki sposób gwiazda nie miały wystarczającej masy aby rozpocząć fuzję jąder helu w cięższe pierwiastki. Kiedy z kolei mniejsza gwiazda osiągnęła stadium czerwonego olbrzyma i jej zewnętrzna powłoka wpadła na powierzchnię drugiej gwiazdy (będącej już wówczas karłem helowym), ta gwiazda miała zbyt małą masę aby użyć tak zdobyty wodór do syntezy jądrowej i ostatecznie obie gwiazdy skończyły swój żywot jako karły helowe.
Za około miliard lat, orbitujące wokół siebie gwiazdy złączą się w jeden obiekt, powstały w taki sposób gorący podkarzeł będzie jeszcze istniał około 100 milionów lat.